# Himmelsöga
Himmelsöga (Lycianthes rantonnetii) är en art i Himmelsögonsläktet som ingår i familjenpotatisväxter. Arten beskrevs först av Carriere och Lescuyer, fick sitt nu gällande namn av Friedrich August Georg Bitter och förekommer naturligt i södra Brasilien, Bolivia, Paraguay och Argentina. Den används som utplanteringsväxt i Sverige.

## Synonymer
Solanum rantonnetii Carrière